# پیاده‌روهای نیویورک (فیلم ۱۹۳۱)
پیاده‌روهای نیویورک (به انگلیسی: Sidewalks of New York) یک فیلم سینمایی کمدی آمریکایی به کارگردانی صهیون مایرز و ژول وایت با بازی باستر کیتون محصول سال ۱۹۳۱ میلادی است. این فیلم از نظر تجاری نیز موفقیت‌آمیز بود.

## بازیگران
- باستر کیتون در نقش هارمون
- آنیتا پیج در نقش مارجی
- کلیف ادواردز در نقش پوگل
- فرانک روون در نقش بوچ
- نورمن فیلیپس جونیور در نقش کلیپر
- سید سیلور در نقش مولوانی
- کلارک مارشال در نقش لفتی
- جری تاکر در نقش پسر بچه کوچک
- کلیفتون یانگ

## باکس آفیس
این فیلم موفق‌ترین فیلم تجاری کیتون، با سود خالص نزدیک به ۲۰۰ هزار دلار، ۸۸۵۰۰۰ دلار درآمد کسب کرد.